# Friedrich Wilhelm Menzel
Friedrich Wilhelm Menzel (* 1724 in Dresden; † im Mai 1796 in der Festung Königstein) war ein sächsischer Beamter und Verräter von Staatsgeheimnissen.

## Leben
Der als Geheimsecretär im königlich sächsischen Kabinett tätige Menzel ließ sich vom preußischen Gesandten Hans Dietrich von Maltzahn am sächsischen Hof bestechen. Er lieferte 1753 nach Verschaffung von Nachschlüsseln zum Geheimen Staatsarchiv diesem Abschriften der geheimen Korrespondenz zwischen Kurfürstentum Sachsen, Österreich und Russland über die gegen Preußen gerichteten Verhandlungen.  Die Erkenntnisse aus dieser Spionagetätigkeit waren mitursächlich für den Entschluss Friedrich II., das Kurfürstentum Sachsen ab 1756 anzugreifen und damit den Siebenjährigen Krieg auszulösen. Nach Entdeckung des Verrates wurde Menzel in Prag festgenommen. Im nachfolgenden Strafprozess erhielt er 1757 in Warschau eine lebenslange Haftstrafe, die er zunächst in Brünn und später – nach dem Hubertusburger Frieden – ab 1763 auf dem Königstein absaß.